# Ratpenat blanc petit
El ratpenat blanc petit (Diclidurus isabellus) és una espècie de ratpenat de la família dels embal·lonúrids que es troba a Sud-amèrica (Brasil, Guaiana i Veneçuela).